# Jean Vodaine
Jean Vodaine, pseudonimo di Vladimir Kavčič (Cighino, 6 luglio 1921 – Pont-à-Mousson, 8 agosto 2006), è stato un editore, scrittore e tipografo sloveno naturalizzato francese.

## Biografia

### Giovinezza
Nacque a Cighino, una frazione di Tolmino a sud di Volzana. I suoi genitori erano Marija (nata Mulič) e Rudolf Kavčič e aveva una sorella di nome Marija. I luoghi lungo il fronte isontino, compresa Cighino, furono duramente colpiti dalla prima guerra mondiale, per poi essere occupati dall'Italia.
Il padre era proprietario di una calzoleria, tuttavia avrebbe dovuto accettare la tessera del partito fascista se avesse voluto continuare a praticare il suo mestiere e, siccome non intendeva farlo, decise di trasferire la famiglia in Lorena, territorio che dopo la fine della prima guerra mondiale passò alla Francia ma che presentava una folta comunità di tedeschi, il che agevolava gli emigranti sloveni sul piano linguistico. La famiglia di Vodaine si trasferì nella città di Basse-Yutz sulla Mosella nell'estate del 1924, quando lui aveva tre anni. Suo padre accettò un contratto di tre anni presso una miniera di ferro, aprendo in seguito il proprio laboratorio e negozio di calzature.
Vodaine imparò il mestiere di calzolaio da suo padre, seppur non fosse contento di quel lavoro. Frequentò una scuola maschile cattolica a Basse-Yutz. Inizialmente interruppe gli studi all'età di undici anni, poi ripresi dopo l'introduzione dell'obbligo scolastico per i ragazzi fino ai quattordici anni. Terminò la scuola nel 1933 e cinque anni dopo conseguì l'apprendistato da calzolaio.
Secondo le sue parole, non si identificò mai come francese, ma nemmeno si sentì straniero in Francia. Disse con orgoglio di essere sloveno, di aver reso la lingua francese come sua e solamente di averla usata per scrivere. La sua famiglia presentò diverse domande per l'ottenimento della cittadinanza francese, ma senza successo. Vodaine rimase cittadino italiano fino al 27 dicembre 1985, quando il Primo Ministro francese firmò un'ordinanza con la quale gli fu concessa la cittadinanza francese. Dovette rinunciare a una cattedra all'Accademia di Belle Arti di Metz, poiché solo il personale con cittadinanza francese poteva lavorare a tempo indeterminato nelle scuole. Vodaine insegnò come supplente per tre anni negli anni 1970, dopodiché fu costretto a dimettersi.
Già da molto giovane incominciò a scrivere, a disegnare e a occuparsi di grafica. Nel 1947 pubblicò a Thionville la sua prima raccolta di poesie, intitolata Rose et noir ("Rosa e nero") con lo pseudonimo di Jean Vodaine, e lo stesso anno sposò Charlotte Schoeneberg. Vodaine è la forma francese delle parole slovene "bod edn", che sua madre gli ricordava più volte: "Sii qualcuno, fai qualcosa per te stesso". Entrò a far parte dei membri fondatori della società L'Art Populaire ("Arte Popolare"), dove, per i lavoratori, tenne corsi di disegno e di dizione e diresse uno spettacolo teatrale. Comprò un torchio tipografico e iniziò a stampare. La sua prima bottega fu in un pollaio abbandonato. Si dice che questo sia uno dei motivi per cui raffigurò dei polli più volte nei suoi dipinti. Per la sua seconda raccolta, Le toron noir, vinse il Premio Verlaine e il Premio Violette all'Accademia di poesia "Jeux floraux" di Tolosa, e l'anno successivo ricevette il premio dell'importante rivista letteraria Le Goéland, con cui collaborò ampiamente, in particolare col suo editore Théophil Briant, stampando le sue opere. Questa rivista fu importante anche per il movimento nazionale bretone. Da questo sodalizio emerse anche la collaborazione con l'allora sconosciuto Charles Le Quintrec, di cui stampò la prima raccolta di poesie con il suo torchio, nonché le opere di Jules Mougin, che in seguito fu soprannominato il "poeta-postino" a causa della sua professione, ma che in realtà fu uno dei rappresentanti del movimento dell'Art Brut, il cui stile in seguito si avvicinò a Vodaine con la sua pittura.

### Carriera da artista
Negli anni successivi conobbe artisti famosi e alcuni emergenti. Con alcuni strinse un vero rapporto di amicizia e per molti anni si mantenne in contatto attraverso un carteggio ricco di vivaci discussioni sulla letteratura. Collaborò con il circolo dei poeti francesi della poesia operaia, che si riunivano attorno alla rivista Poésie avec nous ("Poesia con noi"), di cui però uscirono solo tre numeri. Questi poeti-operai erano numerosi in Francia, e molte delle loro opere erano di buona qualità seppur venissero disprezzati nei circoli letterari più grandi, in particolare quelli parigini, e la loro poesia non si diffuse oltre i confini delle loro province di nascita. Nel 1950 partecipò alla fiera dei poeti di Parigi (una fiera dove i poeti potevano presentare e vendere le loro raccolte), dove fece molte conoscenze, tra cui quella del connazionale Veno Pilon. Negli anni successivi collaborò con grandi nomi come Jean Dubuffet, Anatole Jakovski e Gaston Chaissac. Nel 1951, con il lussemburghese Edmond Dune, creò la sua prima rivista letteraria, il Courrier de la poésie (Corriere della poesia), che non ebbe troppa eco; ne furono pubblicati otto numeri. Negli anni 1950 nacquero suo figlio Jean-Luc e sua figlia Muriel. Vodaine scriveva nel tempo libero che riusciva a ricavare dal suo mestiere regolare, che era un duro lavoro fisico. Dapprima assunse la direzione della bottega di suo padre, ma poi la chiuse. In seguito lavorò come operaio non qualificato in una ferriera, come ragioniere nei cantieri e come operaio nella ricostruzione delle ferrovie. Per qualche tempo lavorò come segretario presso la casa editrice Caractères, e quando necessario, si occupò anche di stampa. Nel 1955, come regalo di addio, ricevette dall'azienda una nuova macchina tipographica. Mentre lavorava per la rinomata casa editrice, incontrò alcuni degli artisti francesi più importanti dell'epoca come ad esempio Tristan Tzara. Nel 1957 la stessa casa editrice pubblicò la sua raccolta Les pauvres heures ("Le ore povere"). Quando tornò a Basse-Yutz, tentò di fondare una nuova rivista letteraria insieme a Edmond Dunn e allo storico locale Adrien Printz. Lo scopo della rivista, che si chiamò La tour aux puces ("La torre delle pulci"), era quello di arricchire la vita culturale nella regione, ma la realtà locale non le permise di raggiungere una portata più ampia e sopravvivere, quindi fallì dopo otto numeri.
Nel 1960 Vodaine si ferì gravemente alla gamba destra a Vitry-le-François, indi subì due interventi chirurgici, rimase con il gesso per cinque mesi e poi si ammalò di nuovo. L'infortunio lo rese invalido per tre anni. Si trasferì a Montpellier, dove incontrò Fernando Michel e sua moglie, il quale gli insegnò a incidere su cartone e carta ondulata e lo convinse che la tipografia poteva ottenere effetti artistici validi tanto quanto quelli ottenibili con la litografia, uno dei processi grafici più apprezzati. Nel 1961 stampò l'ultimo numero di La tour aux puces e preparò il primo numero della nuova rivista internazionale Dire, così come la sua nuova raccolta Chants de Yutz ("Canzoni di Yutz").
Indirizzò la rivista Dire a livello internazionale poiché sapeva che solo in questo modo avrebbe avuto abbastanza abbonati per sostenere le spese. Il primo numero fu pubblicato nel 1962, ma non ebbe successo. Jean Dubuffet ne fu soddisfatto, ma suggerì alcuni miglioramenti. Così il secondo numero uscì completo di un'antologia di poesia coreana con xilografie dell'artista coreano Son Tong Cin. In questa prima serie furono pubblicati sette numeri della rivista che includevano opere di Jean Dubuffet, Jules Mougin e alcune traduzioni di canti della tribù indiana dei Navajo. Nel 1964 Jean Dubuffet acquistò il dipinto di Vodaine, il primo che riuscì a vendere. Comprò una casa a Sainte-Croix de Quintellargues e iniziò una nuova serie della rivista, di cui fu pubblicato un solo numero, dedicato al lavoro del suo defunto amico Gaston Chaissac. A Montpellier ebbe una brutta esperienza con un dignitario locale che cercò di impedirgli di pubblicare, addirittura vietando a qualcuno di vendergli una tipografia (aveva vinto il "Mandat des Poètes" e con i 4000 franchi frutto del premio intendeva fare questo investimento). Acquistò quindi una macchina Phoenix del 1900 da un tipografo di Marsiglia, trasportandola a Basse-Yutz, dove tornò nel 1965.
Nel 1966 pubblicò per la terza volta il primo numero della rivista Dire, con la quale insistette fino al 1984. Vodaine conservò la sua caratteristica immagine: un grande formato (21 x 14 cm) con una ricca decorazione tipografica e grafica. Ogni pagina della rivista era un'opera d'arte. Fu lui da solo a idearla e realizzarla con solamente pochi assistenti nella riproduzione. Preparò numerose altre pubblicazioni, oggi di grande valore bibliografico per l'eccezionale manualità e la bassa tiratura. Sulla rivista pubblicò opere di alcuni tra i più grandi scrittori dell'epoca, ma diede l'opportunità di farsi conoscere anche ad autori più giovani e non ancora affermati. La rivista ebbe una tiratura di circa cento copie. Nella sua carriera pubblicò o stampò opere di grandi nomi come Raymond Queneau, Ernest Hemingway, Rainer Maria Rilke e Georg Trakl. Continuò anche a scrivere e a dipingere. Nella sua persona si combinavano la figura di poeta e quella di tipografo.

## Premi e riconoscimenti
Vodaine si era posto l'obiettivo di portare più cultura e arte nella Lorena della classe operaia. Approfittò della posizione di confine della regione, dove si incrociavano artisti tedeschi, francesi, belgi, lussemburghesi e immigrati di altre nazioni. Il fatto che sia riuscito a pubblicare una rispettata rivista letteraria internazionale in un luogo come Basse-Yutz, lontano dallo spirito culturale di Parigi, è un risultato notevole. Divorziò dalla moglie nel 1972, visse per qualche tempo in un villaggio vicino a Metz, dove poi si trasferì, per stabilirsi infine nel villaggio di Baslieux, dove rimase quasi fino alla morte. Attraverso un lavoro instancabile e l'organizzazione di eventi, trasformò questo villaggio in un luogo di poesia. Nel frattempo si dedicò più intensamente alla pittura, esponendo in città francesi e all'estero, compreso in Slovenia, per la prima volta nel 1980 alla Galleria Pilon ad Aidussina e per l'ultima volta nel 2002 al Museo di Tolmino. Vinse numerosi premi, tra i quali probabilmente uno dei più importanti è il premio Stomps. L'ultimo numero della rivista Dire del 1984 fu un evento di poesia sul treno Strasburgo-Lione che riscosse un certo successo. Nel 1980, insieme ai suoi colleghi, riuscì a organizzare il primo festival di poesia a Metz, che durò per ben un mese. Nel 1999 ricevette il titolo di Cavaliere delle Arti e della Letteratura dal Ministero della Cultura francese. Condusse laboratori creativi in diverse località, e a Baslieux e Basse-Yutz gli sono dedicate delle vie. Morì in una casa di riposo a Pont-à-Mousson. L'Associazione Jean Vodaine opera a Baslieux dal 2013 per custodire il suo patrimonio.

## Attività come pittore
Vodaine si occupò di pittura per tutta la vita, soprattutto nei suoi anni più maturi. La sua opera pittorica non è stata ancora studiata in modo soddisfacente nella storia dell'arte. Il suo stile si avvicina a quello del movimento dell'Art Brut. Un aneddoto interessante riguarda il motivo per cui iniziò a dipingere. Vodaine raccontò di aver avuto un televisore rotto e quindi di essere passato alla pittura a punti, che è dominio del puntinismo. Tuttavia, negò di essere puntinista, affermando piuttosto di aver utilizzato "solo l'effetto ottico che si ottiene con i punti" [...] I colori che vediamo non esistono, anche se dobbiamo avvicinarci molto per crederci. E poiché gli occhi degli spettatori sono diversi, ognuno di essi percepisce un diverso effetto ottico". Le sue opere ricordano i dipinti aborigeni dell'Australia; scrisse, infatti, che i suoi dipinti erano di origine barbara. I suoi dipinti e la grafica possiedono colori vividi e le figure sembrano deformazioni cubiste. Il suo soggetto preferito erano gli uccelli, ma dipinse anche ritratti, paesaggi della Lorena o altro.

## Attività da tipografo
Vodaine si espresse anche nell'arte della tipografia, nello specifico tramite la stampa di raccolte di poesie e la rivista Dire. I suoi primi testi furono stampati tradizionalmente, a volte in modo grezzo. In generale, nella stampa di libri era più conservatore, mentre nella rivista si sfogava completamente: a ogni nuovo numero era sempre più innovativo, non convenzionale e giocoso. La maggior parte delle riviste aveva una caratteristica xilografia del logo Dire sulla copertina. Di solito metteva un testo per pagina. Fin dall'inizio, alla maniera dei manoscritti medievali, ingrandiva le iniziali. Per scopi decorativi giocherellava con la punteggiatura, stampava grosse frecce che guidavano simbolicamente il flusso della lettura alla pagina successiva e sfruttava abilmente le pieghe. Usava lettere di diverse dimensioni e caratteri, più caratteri e dimensioni nella stessa poesia, persino parole. Qua e là stampava qualche xilografia di fabbrica o un segno invertito, ad esempio la "&". Era ben consapevole della capacità della tipografia di manipolare il valore semantico. Usava infatti lo spazio vuoto o gli spazi aggiuntivi tra le parole come mezzo di espressione. Il distaccamento di Vodaine dalla forma tradizionale della poesia stampata può essere associato al futurismo.

## Opera poetica
La produzione poetica di Jean Vodaine rimase all'ombra della sua arte tipografica. In gioventu fu uno di quelli che si batterono di più per il riconoscimento della poesia operaia, la cui attività ruotava attorno alla rivista Poésie avec nous. Questo tipo di poesia non era solo una descrizione dello splendore e della miseria della vita lavorativa, ma parlava piuttosto di come i poeti-operai si adoperassero affinché la loro poesia fosse considerata di pari trattamento con quella degli alti circoli poetici. Vodaine scrisse un gran numero di raccolte di poesie, la maggior parte delle quali disegnate e stampate da lui stesso in edizioni molto sontuose a livello tipografico e con bassa tiratura.
Fu uno dei pochi poeti a essere considerato "perfetto maestro" del contenuto e della forma visiva della sua poesia. La sua opera non è solo vasta, ma anche molto varia. Scrisse anche in forme tradizionali con rime corrette (come in Le jour se fera). I temi, piuttosto tradizionali, riguardavano la natura viva e morta della sua Lorena. Tali luoghi sono cantati nelle raccolte Le toron noir ("La fortezza nera") e Rose et noir ("Rosa e nero"), che presentano brani come Les peupliers o La Moselle à Thionville. Sembra che la Lorena con il suo paesaggio, la Mosella, la gente, i villaggi, le città e l'industria fossero le sue più grandi fonti di ispirazione. Scrisse delle loro caratteristiche, delle attrazioni naturali e culturali, della storia, delle canzoni sui minatori e persino dei macchinari nelle fabbriche. Alcune di queste poesie sono state messe in musica. Negli anni successivi scrisse anche poesie in forme più moderne, ispirandosi alle poesie in prosa di Arthur Rimbaud.
Nonostante le sue grandi idee e il suo entusiasmo, Vodaine era ben consapevole del ruolo precario della poesia nel mondo moderno. In un'intervista con l'artista Joe Ryczko affermò che "il ruolo del poeta nel mondo occidentale è nullo, essendo stato sostituito dal rock americano, che la poesia non è una cosa sacra, che non possiamo guadagnarci da vivere con essa, ma che è qualcosa di umano, qualcosa che l'uomo può lasciare dopo la morte".

## Opere

### Poesia
- Rose et noir, raccolta, 1947.
- Le Toron noir, 1947.
- La Mort de l'ouvrier 1948.
- A travers la lucarne, Edizioni Vent debout, 1949.
- Pièta, 1950.
- Le Vagabond d'étoiles,1950.
- L'Arbre retrouvé, 1951.
- Pas de pitié pour les feuilles mortes, 1952.
- Les Pauvres Heures, Caractères, 1957.
- Les Chants de Yutz, 1961.
- La Fable des animaux restés seuls sur Terre, 1972.
- Petits Agglos de mots périmés, 1972.
- Sérénade pour un chien endormi, 1979.
- Les Maixines, 1985.
- Gravures barbares, 1989.
- Contes de mon Haut-Fourneau, Travers, 1995.